# 誤植
誤植（ごしょく）とは、印刷物における文字や数字、記号などの誤りのこと。
特に、企業名・商標・人名をはじめとする固有名詞や、数字の位取りの誤植が起こると、大きな問題となることがある。
もともとは活版印刷や写真植字で間違った活字を植字してしまうことを指したが、転じて印刷物全般やウェブサイト上の誤字や脱字、衍字（）についても「誤植」と呼ばれることがある。

## 概要

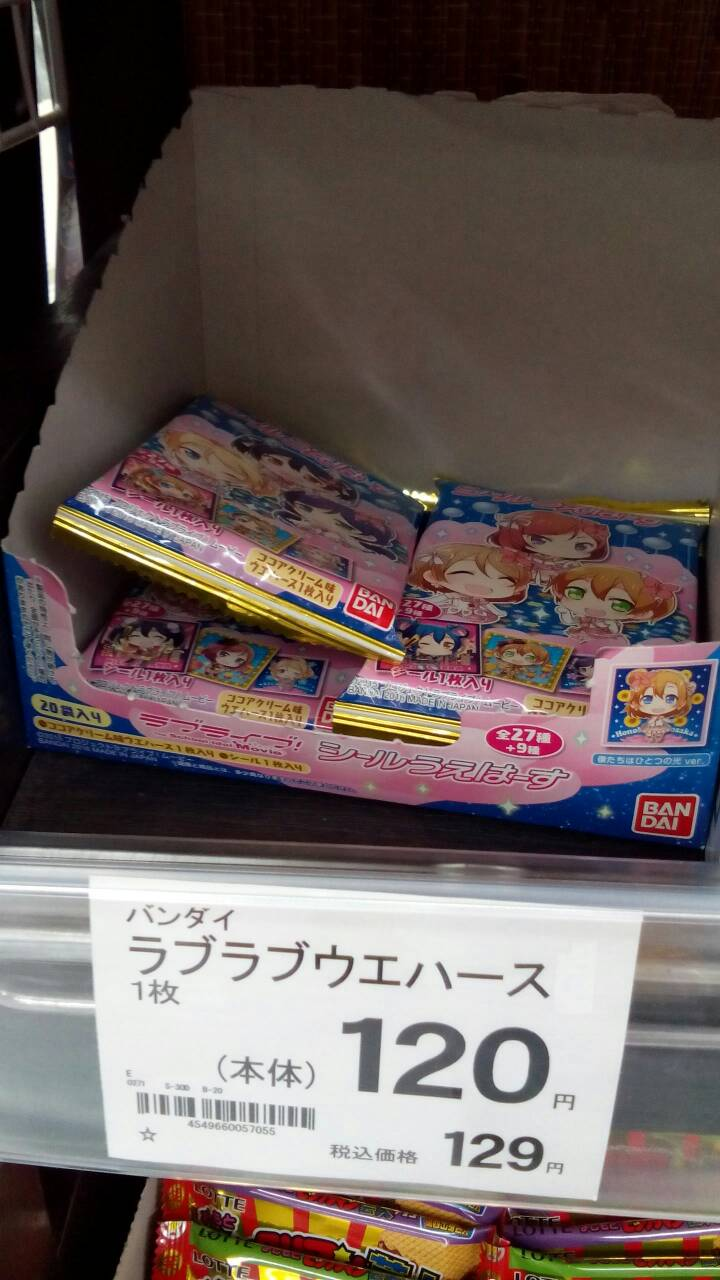
あるスーパーの値札における誤植。「ラブライブ!」と書かなければならないところが「ラブラブ」になっている。

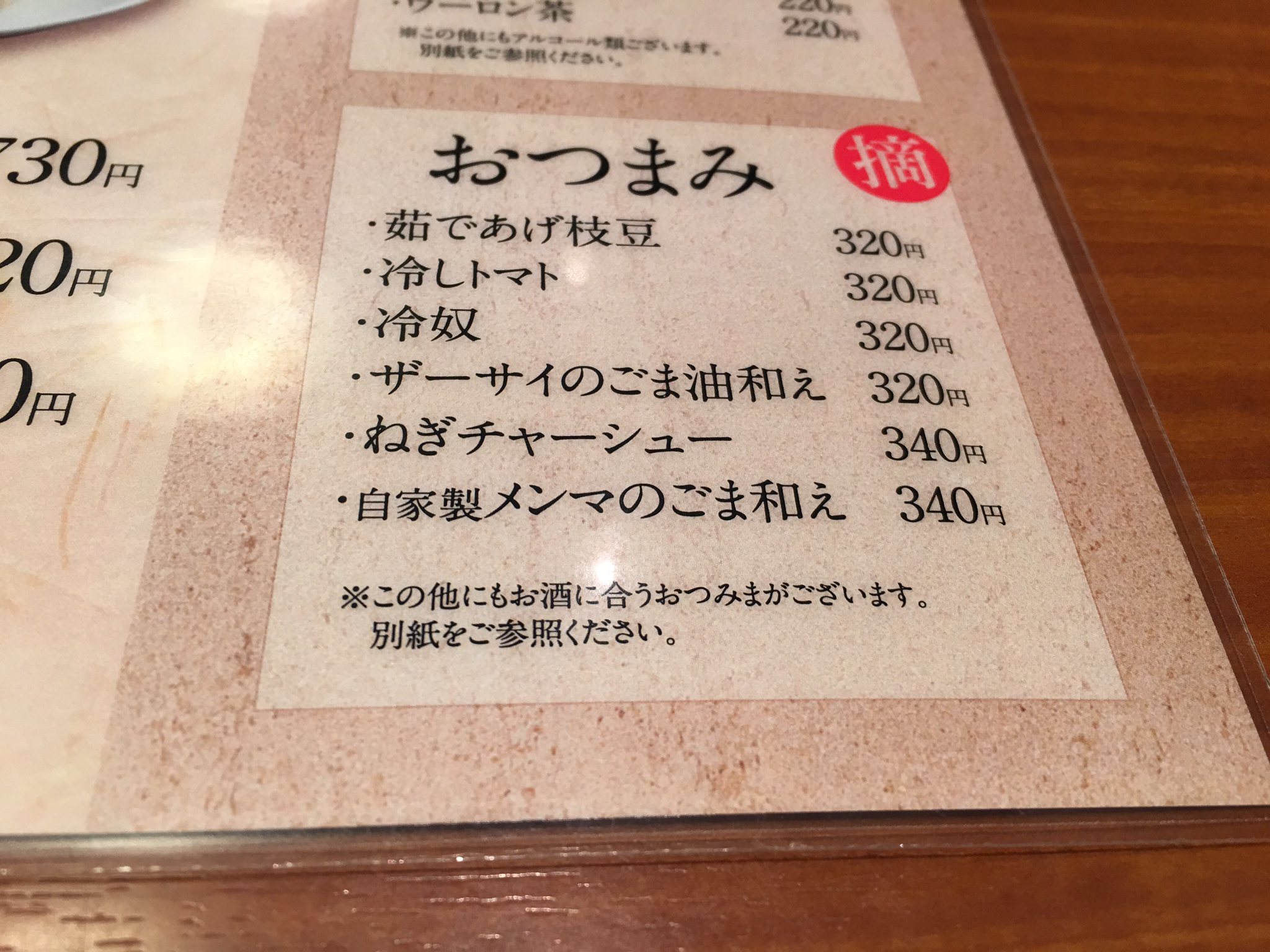
「おつまみ」のメニューであるが、画像下部の文章では「おつまみ」とするべきところを「おつみま」になっている。

当初の誤植とは、「植字の誤り」、つまり活版印刷での印刷過程である組み版時のミスであり、植字工が起こす活字の組み間違いだった。活字の欠落、ひどい場合には単語そのものの欠落や、活字の配置間違い（たとえば「cat」を「act」など）は目立つミスであるが、文字サイズが9ポイントで指定されているのに、8ポイントや10ポイントのものが紛れ込んでしまう、ポイント間違いも含まれる。ただし、電算植字やDTPの普及発達によって、「誤植」の起こる組み版そのものが行われなくなっている。
手書きの文書の誤りは「誤記」という。「誤植」はおもに活版や写植などの大量印刷物の表記の誤りを指す言葉であり、文書処理ソフト上における綴り誤りはその誤り方によって「ミスタイプ」や「誤変換」という。しかし、インターネットの普及によって、ブログなど書いたものが直接公開されるものが一般化し、出版形態も印刷一辺倒でなくなったこともあって、誤記と誤植の差はなくなりつつある。
「誤植」はあくまでも「表記の誤り」のことを指す。たとえば「日本は米国より面積が広い」という文は事実に反するが、「日本」と「米国」を逆に植字してしまったり、本来は「狭い」とすべきところを誤って「広い」と植字してしまったなどの理由でなければ、これは誤謬であって誤植にはあたらない。そのような文の内容に踏み込んで誤りを正す作業は「校閲」という。
しかし、今日では上記のような内容の間違いによる誤謬、ミスタイプ、誤変換などもすべて一律に「誤植」と呼ばれるようになっている。しかし、そもそも植字をしていないのであれば誤植しようがなく、言葉としては誤りである。これは誤用の定着の一例といえる。本来ならば、誤記、誤謬など使い分けられるべきものが、誤植とひとまとめにされるようになった経緯は不明である。
誤植とは、本来意図した表現の一部が別の字に置き換わってしまう誤りである。大抵は気づけば元の表現に復元できるが、場合によっては深刻な誤解を生むこともある。たとえば、薬学の本で薬の量や、単位、種類を誤れば生命に直接関わる。百科事典や辞書などで間違いがあれば間違った知識が流布してしまう危険がある。同様に、小売店が商品の値段を書き間違えた場合には損を承知でその値段で売らざるを得なくなる事態も起きる。電子化された領域では、ヒューマンエラーやデータの破損などでこのような事態が発生することが考えられる。実際、一時期オンライン販売業界の界隈では価格の登録ミスによるトラブルがたびたび表面化し、いくつかの業者が損害を発生させたことから、現在では大半のオンライン販売サイトで、価格の誤表示については遡って無効とできる旨の断り書きをあらかじめ販売規約に入れておくなど、何らかの対処がなされている。
本来、誤植は編集作業の過程で「校正」によって正されるべきものである。校正は軽視されがちだが、誤植の有無は出版物や出版社の質を計る指針にもなりうる。校正が不十分な場合は刊行後にも誤植が残ることが多い。このため、論語子罕第九の「後生可畏」の句をもじって「校正畏るべし」の警句がしばしば言われる。逆に校正者の思い込みによって正しい表現に間違った修正がなされることも起こりうるが、表現に関して直接修正することは、校正者権限の逸脱でありもっとも忌避される。簡潔にいうと、校正者の職分は原稿通りに印刷されているかの検査であり、原稿内容には関与してはならず、表現修正に踏み込む場合は正誤確認のお伺いを立てて、著者や編集者に確認を取るにとどまる。ただし、近年に多い編集者が校正も兼ねている場合や、著者校に回す時間のない新聞などは別である。
刊行後に誤植が大量に判明した場合や緊急の場合には、修正箇所をまとめた正誤表が改版前に出されることもある。その正誤表や、正誤表の発行後にも刊行物でさらに誤植が発見される例もある。

## 原因
これらの誤植・誤記のほとんどは校正者によって校正されることが期待されているが、中には校正をすり抜けてしまうものもある。

### 出版プロセスにおいて、記者・編集者・植字工などが文章を複写することによる伝達ミス
狭義の「誤植」である。
- 原稿の読み間違い。その字形や単語がほかの字と似ている、文字の判読が難しかった(手書きの字が汚かった、フォントの種類やサイズ、プリント品質に問題があったなど)がために発生する。

例 『墓』地と『基』地、「『陛』下」を「『階』下」「『陸』下」
例 「インド人（正しくは「ハンドル」）を右に」（詳しくは#雑誌の誤植）、「あんなアホ（正：「天才」）いない」（詳しくは#報道での誤植）
- 人間だけでなく、機械によるOCR（光学文字認識）でもこの種の認識ミスが発生しうる。
- 編集者や校正者が誤字と思って訂正したが、誤字ではなく筆者の意図どおりだった場合。誤謬したわけではないため「誤」植とは言えないという意見もある[1]。

例 「ライ症候群→ハンセン病」、「『ニコ』チン」、「家『裁』の人」、「007/危機一『髪』」、「黒ひげ危機一『髪』」

### 原稿の筆者の思い込みや知識不足、独特な用字などによって誤った字を用いてしまうミス
広義の「誤植」である。いくつかの例として、
- 四つ仮名（例：松本かつ「ぢ」、「づ」ぼらや、ブリ「ヂ」ストン、味の素ゼネラルフー「ヅ」）
- 旧かな（例：あら「ゐ」けいいち、わかぎ「ゑ」ふ、相田みつ「を」、ニッカウ「ヰ」スキー、「ヱ」ビスビール、ア「ヲ」ハタ）
- 踊り字（例：こ「ゝ」ろ、いす「ゞ」自動車）
- 捨て仮名の不使用（例：キ「ヤ」ノン、キ「ユ」ーピー、オンキ「ヨ」ー、キデ「イ」ランド）
  - 特に厄介な例として、｢エアコンを発明したウィリス・キャリアが創業した空調メーカーはキ「ヤ」リアである｣と言った具合に､きわめて関係性の強い名称同士で捨て仮名の使用/不使用が混在する場合は混乱に陥りやすい｡
- 外国語のカナ表記が複数存在した（例：キャリ「イ」、ムー「ヴ」） ※V音についてはヴの項目も参照
- 捨て仮名の不使用を行った（一般的な呼称とは違う）表記を忠実に読ませる例（例：富士フ「イ」ルム、中尊寺ゆ「つ」こ）
- 濁音や半濁音を本来とは異なる形で用いたり用いなかったりする例（例：花キューピッ「ト」、「プ」ロマイド）
- 言語的な理由とは無関係（デザイン上の理由など）に独特な表記をする例（例：キ「ヤ」ノン、レデ「イ」薬局、時東「ぁ」み）
- 約物などを用いる固有名詞での脱落（例：さいとう「・」たかを、アグネス「・」チャン、モーニング娘「。」、つんく「♂」、花「*」花）
- ｢複数の解釈が可能｣な文字列（同形異音語・同綴異義語・同字異義語など）において、その解釈を間違えた場合。振り仮名の誤植やルビ校正は、特に注意する点でもある。
  - 日本の地名「川内」の場合、愛媛県東温市や青森県むつ市では「かわうち」、鹿児島県薩摩川内市では「せんだい」となる。
  - 乳房、頭蓋骨は医学用語では「にゅうぼう」「とうがいこつ」と読む。
  - ｢男の娘｣という語は、「おとこのこ」と読むか「おとこのむすめ」と読むかでまるで意味が違ってくる。前者は「女性のような見た目の男性」を意味し、後者は「ある男性の娘」を意味する。
- カタカナと平仮名の混同（例：Osaka Metro四「つ」橋線の四「ツ」橋駅）
- 関連する単語に引っ張られる（例:墨田区横「網」）この地には両国国技館も所在し、相撲の地位である横綱と混同される例が多い[2]。

### 原稿書きの段階でも、その後の出版までのプロセスの間でも起こりうるミス
- 誤変換。同音異義語によって起こる場合と区切りによって起こる場合の両方がある。手書き原稿の場合でも、現在では手書き原稿から直接文選はされず、最初に電子化されるため、誤変換による誤植は発生しうる[3]。熟語に同じ漢字や似た漢字が使われる場合、意味が似通っている場合などに特に見落とされがちになる。

例：「偏在」と「遍在」、「競演」と「共演」、「対称」と「対照」と「対象」、「開放」と「解放」、「異議」と「異義」と「意義」、「体制」と「体勢」と「態勢」、「保証」と「保障」と「補償」など。かな漢字変換時に、以下[へんざい（偏在、遍在）、れいぐう（冷遇、礼遇）、きょうえん（競演、協演）、ふかつ（賦活、不活）]のような誤変換を見落とすと文意が真逆になることもあるので特に注意が必要である。
- 文書データの文字化け。校了後にも起こりうる[4]。

### 活版印刷特有の原因

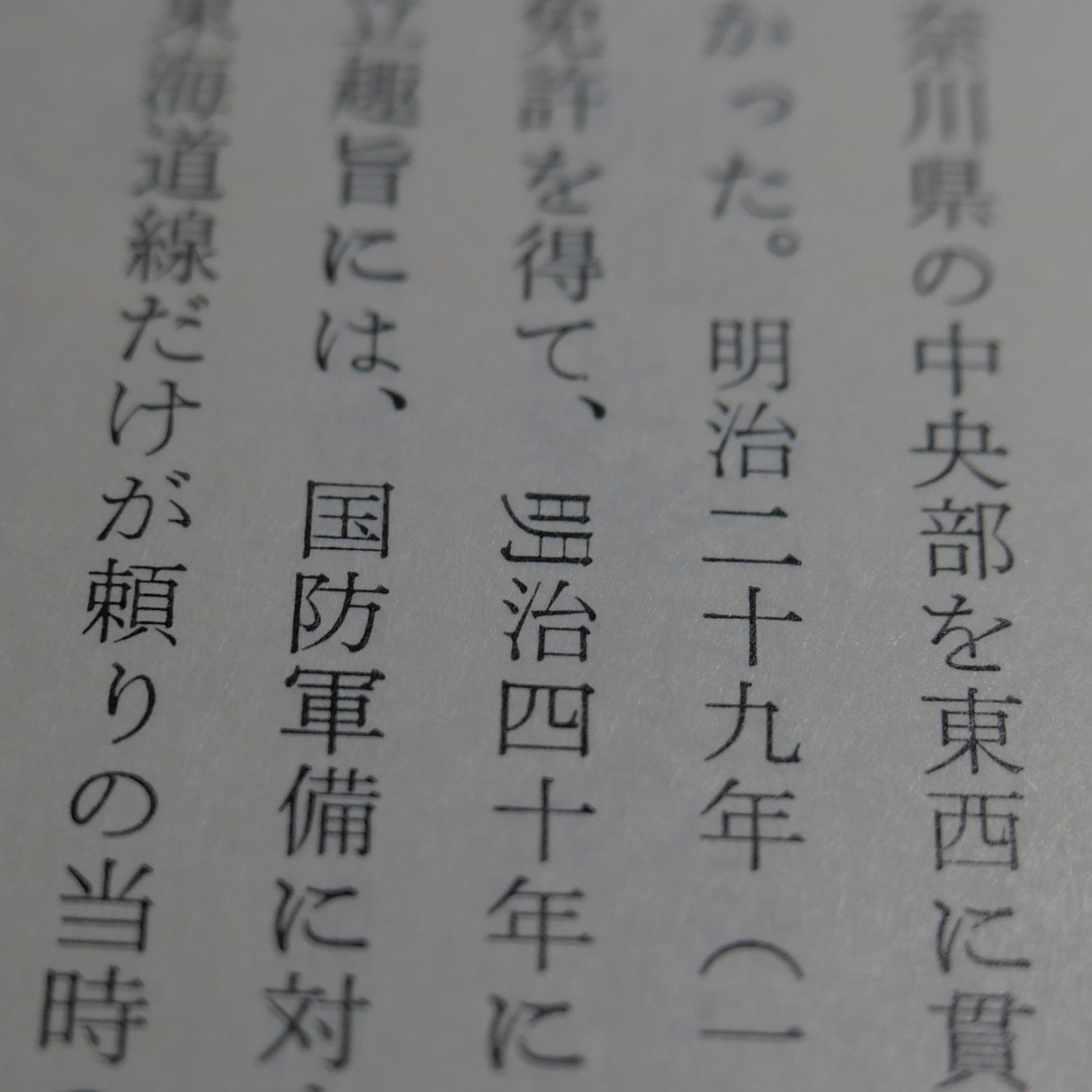
活版印刷において「明」の字が右に90度回転した誤植

- 活字の入れ間違い。使った活字をケースに戻すとき入れ間違ったため、次から使うときに誤植となる[5]。
- 活字を誤った向きで入れたまま印刷することにより文字が回転してしまうもの。

## 誤植の歴史
「誤書」は写本の時代からあったが、誤植の歴史は活版印刷の歴史と同時に始まった。ヨハネス・グーテンベルクの印刷した『グーテンベルク聖書』は西洋で初めての本格的な活版印刷物とみなされ、出版史における不滅の金字塔であるが、その中にも多数の誤植がある。42行聖書はたびたび紙数の都合で行数を変更しており、組版の組み替えなどによる多数の混乱が生じていた。そのため、この聖書の研究では、誤植と訂正の状況を追う研究が一分野をなしている。
洋の東西を問わず、王室や政府、政教分離が成されていない国における宗教書にまつわる誤植では厳しい措置がとられることが多く、キリスト教の聖書絡みのものでも後述するようなものが知られているが、戦前の大日本帝国でも、皇室関連の記事で誤植があると「不敬」として厳しく処罰された。1942年、富田常雄作『軍神杉本中佐』で「天皇陛下」を「天皇階下」と誤植した童話春秋社はこのために出版停止の憂き目に遭った。その対策として、ある新聞社では「天皇陛下」の四字を一つにまとめた特注の活字も製作されたという。
誤植の形態も、時代や技術革新によって変化している。出版物が活版印刷中心の時代には、版の組立時の似た活字の取り違えが多かったが、20世紀後半に文章執筆がワードプロセッサもしくはワープロソフトなどによるものが主流になってからは、かな・漢字変換の際の誤変換や単漢字辞書検索での選択ミスなどによる、同音異義語や似た読みの取り違えが増加した。OCRスキャナによる文書読み取りでは、しばしば形状が似た字の読み違えが生じる。またそのほかに、文字コードの外字領域などがわずかに異なる環境で文書の作成とDTP編集を別々に行って印刷に出したところ、それらの文字が別の文字に置き換わってしまう場合、また誤って1バイト文字と2バイト文字を混用した場合（例: 1２40個、ａpｐleなど）、同一でなければならない文書内のフォントサイズ（ABCDEなど）や種類を誤って混用した場合（ゴシックと明朝体、あるいはMSゴシックと平成ゴシックなど）などにも、誤植が発生する原因になる。

## さまざまな分野での誤植

### 聖書の誤植
グーテンベルク聖書から始まった近代出版史は、誤植の歴史でもある。聖書には誤植史上記念碑的なものが多々ある。

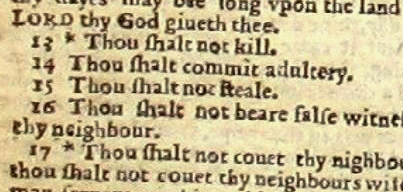
姦淫聖書
1631年にイギリス・ロンドンで印刷業者ロバート・バーカーによって印刷された欽定訳聖書は、のちにThe Wicked Bible、すなわち「姦淫聖書（邪悪聖書）」と呼ばれた。それは出エジプト記におけるモーセの十戒の第七条、「Thou shalt not commit adultery」（汝姦淫するなかれ）から、否定のnotが抜け落ちたために、「汝姦淫すべし」となり、神が人々に姦淫を勧める聖書となってしまったからである。このためバーカーは高額の罰金を科されるも、支払えずに投獄されて獄死し、聖書は回収された。しかし、密かに隠して取っておいた者が何人もおり、現在も世界に11部残っているとされる。

馬鹿者聖書
1763年の欽定訳聖書では、詩編の「the fool hath said in his heart there is no God」（愚かな者は心のうちに神はないと言う）という一節を、noを落として「there is a God」（神はある）と誤植し、キリスト教徒で信仰の厚い者こそが馬鹿で悪であるという趣旨になった。印刷者には高額の罰金が科され、問題の聖書は回収された。
1580年にドイツで刊行された聖書では、出版屋の妻がひそかに印刷所に忍び入り、創世記の「Und er soll dein Herr sein.」（彼は爾の主たるべし）とあるところを、勝手に活字を組み替えて「Und er soll dein Narr sein.」（「彼は爾の馬鹿者たるべし」）とした。この聖書は、ヴォルフェンビュッテのアウグスト大公図書館に所蔵されている。

酢の聖書
1717年刊行のクラレンドン・プレス版の聖書は、ルカ福音書第20章の表題を、「the Parable of the Vineyard」（葡萄畑の寓話）とすべきところを、「the Parable of the Vinegar」（酢の寓話）と誤植したため、「酢の聖書」と呼ばれている。

### 日本の法令の誤植
日本の法令の公布その他公示手続きは、2025年施行の官報の発行に関する法律（令和5年法律第85号）第3条に基づき（公式令廃止後、官報の発行に関する法律の施行までは慣習として）官報により行われるが、官報にも誤植が散見され、官報正誤欄が設けられている。
官報の誤植には、大別して「原稿誤り」および「印刷誤り」の2種類が存在する。原稿誤りとは、国の機関から国立印刷局に対して官報への掲載を依頼する際に、国の機関から送付される原稿に誤りがある場合を指す。原稿誤りが発見された場合、掲載を依頼した国の機関が、国立印刷局に対して職権により正誤欄への掲載を依頼することとなる。対して印刷誤りは、原稿に誤りはなく、国立印刷局が官報を印刷する際に誤りが生じた場合を指す。印刷誤りの場合、国立印刷局または掲載を依頼した国の機関が正誤の手続きを行うこととなる。
官報の誤植には、掲載されている法令の効力に重大な影響を及ぼす可能性がある。1948年に起きた食糧管理法違反事件では、1947年12月30日に公示された農林省告示で、本来「いんげん」（改正前の告示におけるテボーに相当する）と記載するべきところが、農林省の原稿誤りにより、「なたまめ」と誤記したことが問題となり、1948年4月7日に農林事務官（国の機関である農林省の事務系職員）名義で官報に正誤を掲載した。
日本の法令では、前述のとおり官報によって公布されることとなっており、また、法令の効力について、判例は、「成文の法令が一般的に国民に対し現実にその拘束力を発動する（施行せられる）ためには、その法令の内容が一般国民の知りうべき状態に置かれることが前提要件とせられる」としていることから、本件では、官報正誤による法令の効力及び官報正誤以前の法令の効力について問題とされた。
本件について最高裁判所は、「官報に公示するがごとき公示手続上の過誤は、農林事務官においてこれが正誤の手続を執ることは当然その権限内にあるものと解するを相当とするから、前示正誤は正当であつて、少くとも官報正誤の日以後における本件「テボー」の輸送委託をした行為にはその正誤された告示が適用されるものといわなければならない」とし、官報正誤による法令の効力について、少なくとも官報正誤の日以後については正誤された告示が適用されると判示している。さらに最高裁判所より差し戻された本件における札幌高等裁判所判決では、「公布せられた告示に誤があつて、その誤であることが外部から容易に認識し得るときは、その誤を正して解釈すべきであるから、正誤の有無に拘らず、その告示ははじめから正しく解釈せられたところに従つて効力を有するといはねばならないが、その誤が外部から容易に認識し得るものでないときは、後に正誤せられるまではその誤つている部分は国民を拘束する力がなく、正誤せられた後にその時からはじめて正誤せられたところに待つて効力を生下ると解するのが相当である」とし、本件について官報正誤以前に行われた公訴事実については無罪としている。

### 公的機関などによる誤植
中小機構 「イバラギケン」と誤植
経済産業省傘下の独立行政法人中小企業基盤整備機構（中小機構）は、郵便などの宛名で茨城県のフリガナを「イバラギケン」と30年以上にわたって誤植していた。1985年（昭和60年）ごろに出来たシステムのマスターデータが間違っていることが原因で、正確に「イバラキケン」で登録するとかえってシステムにエラーが生じる状況になっている。

米国の法律
米国議会で「果樹」を意味する「fruit-plants」の「-」を「,」と事務官が誤り、非課税の対象が「果樹」だけのはずが「果物、野菜」の意味となり、次の議会まで税収の減収となった。

### 雑誌の誤植

誤植の原因になりかねない悪筆の例

『中央公論』幸田露伴「佐佐木氏の如き歌」
『中央公論』1905年（明治38年）1月1日号に掲載された幸田露伴の評論「文芸の批評家と一般士女との関係」（のち「批評」と改題）内で、「歌人にして歌学者たる佐佐木氏の解する能はずといふが如き歌は今猶行はるゝにあらずや」が「歌人にして歌学者たる佐佐木氏の如き歌は今猶行はるゝにあらずや」と誤植された。ここは流行におもねった芸術の悪い例が列挙された部分だが、数字の脱字により「佐佐木氏でもわからないような歌」とするつもりが、「佐佐木氏のような歌」となり、また、この直前の4項目が「～にあらずや」で連続しているため、この文もそのような形に誤植された。これにより、幸田の親友でもあった佐佐木信綱（佐佐木氏）を非難する文となっている。
この件で、幸田は佐佐木に謝罪の書簡を送り（信綱からの書簡とともに内容は伝わっていない）、その一方で、内容確認のために編集部に原稿の返却を求めたが、原稿は紛失されていた。幸田は再度、佐佐木に書簡を送り（岩波書店『露伴全集』書簡集に186として収載）、編集部に訂正方を申し入れ、2月1日号の「前号正誤」に訂正と謝罪とが掲載された。いっぽう佐佐木は、幸田からの書簡に添えたメモで「つまらぬ事」と評しており、気にはしていなかったようである。
『週刊SPA!』大正洗脳
1989年（平成元年）2月2日発売の週刊誌『週刊SPA!』2月9日号の連載記事「ニューズの冒険」文中の小見出しに、「大正天皇」を「大正洗脳」と誤植した箇所があると判明。発行元の扶桑社は同号を発売中止とし、あわせてすでに発送した分を回収した。

『将棋世界』「米長邦雄九段、キの人である」
『将棋世界』1992年4月号において、米長邦雄を「才の人」と取り上げた記事が「キの人」と誤植された。さらに訂正記事でも誤植が起きた。

『ゲーメスト』インド人を右に
1986年（昭和61年）から1999年（平成11年）にかけて、アーケードゲームを専門に扱い人気を集め、最盛期には発行部数30万部を超えた新声社のゲーム雑誌『ゲーメスト』は、密度の濃い攻略情報のみならず、独特な誤植で人気を集めた（ゲーメスト#誤植の多発）。特に1997年（平成9年）4月30日発売の『ゲーメスト』193号でセガのレースゲーム『スカッドレース』の攻略法を解説した画像に添えられた「くお〜！！ぶつかる〜！！ここでアクセル全開、インド人を右に！」の誤植はインターネットで広く語り継がれている。なお、この誤植は雑に書いた「ハンドル」を「インド人」に読み違えたと考えられ、『ゲーメスト』では他にも「ラリアット」とすべきところが「ウリアッ上」に、「ジャンプニーキック」が「ジャンニーキックプ」へ、「餓狼伝説」は「餓死伝説」「飢餓伝説」と多くの誤植があった。

『女性セブン』幻の皇大子
『女性セブン』（2004年12月23日号）は2004年（平成16年）12月9日発売予定だったが、皇室記事の見出しで「皇太子」が「皇大子」となっていたことに印刷作業の途中で気付き、急遽刷り直すことになったため、発売が12月13日に延期された。

### 報道での誤植
新聞は、日刊という形態と時事を扱うスタイルから、入稿から印刷までが非常に短く、校正する時間も限られるために漫画、雑誌より誤植が出やすい。後日に訂正欄もしくは訂正記事によって訂正されることが多い。報道番組でも、速報性が求められるため誤植が生じやすい。
「無能無智ロシア皇帝」事件
1899年（明治32年）5月24日、読売新聞がロシア皇帝について書いた社説の中に「全能全智と称せられる露国皇帝」とすべきところを「無能無智」としてしまった。「全」と「無」は楷書では似ていないが、崩し字が文選で読み間違えられた。同新聞社は、即日「謹んで天下に謝す」と題した訂正の号外を配布し、ロシア帝国公使館に単なる誤植である旨を説明して事なきを得た。

「老人死ね」
1989年（平成元年）の上毛新聞で、群馬県松井田町（現:安中市）の老人が暴漢に襲われて死亡した事件の見出しを本来は「殴られ重体の老人死ぬ」とすべきを、「老人死ね」と誤植された。

「観光客拉致を!!」
2005年（平成17年）11月2日の宮崎日日新聞朝刊の宮崎放送番組表に掲載された『MRTイブニングニュース』（新聞の番組表は『（N）MRTイブニング』）において、当日の特集項目「観光客誘致を!!韓国でトップセールス」とすべきを「観光客拉致を!!」と誤植した。翌3日付同ページで「配信会社のミスです。訂正します」と謝罪・訂正を行った。

「岡田首相退任」事件
2010年（平成22年）7月1日 デーリー東北の朝刊で「岡田監督 退任の意向」とすべき内容を、「岡田首相」と誤って記者が入力し印刷され、40分後に印刷部員の指摘によって「岡田監督」に修正し、印刷し直すことになったが、すでに新聞販売店への発送が始まっていたため、発行部数10万5,000部のうち、およそ半分の5万部は誤った紙面のまま配布された。翌日訂正がなされた。なお、当時の実際の日本の首相は民主党の菅直人であった。また、当時岡田克也が外務大臣を務めていたが、岡田は首相を務めたことはない。ちなみに、昭和初期の総理大臣に実在の「岡田首相」であった岡田啓介がいる。

「温家室」事件
2010年12月30日付の人民日報で中国の温家宝首相を「温家室」と誤植。担当者は解雇も含め厳しい処分が予想されていたが、その後、人民日報編集部の関係者から口頭反省で済んだと報道された。

習近平にまつわる誤植事件
2015年末から2016年にかけ、中国共産党中央委員会総書記・習近平にまつわるいくつの誤植事件が発生した。2015年11月6日、江蘇省無錫市の地元紙・無錫日報で「習近平越南訪問」を「習近年越南訪問」と誤植。同年12月4日、中国新聞社は報道で、「習近平致辞（習近平の講話）」を「習近平辞職（習近平が辞職）」と誤植。2016年3月13日、新華社のウェブサイトで「中国最高の指導者習近平」を「中国最後の指導者習近平」と誤植。同年4月21日、香港の英字紙サウスチャイナ・モーニング・ポストは「Xu died last year（徐（徐才厚）が昨年死亡した）」を「Xi died last year（習（習近平）が昨年死亡した）」と誤植。同年4月22日・23日、人民日報などの中国共産党系メディアは「習近平総書記」を「新加坡総書記」と誤植。同年7月1日、騰訊（テンセント）のニュースサイトが「習近平発表重要講話（習近平が重要な講話を発表した）」を「習近平発飆重要講話（「発飆」とは「ひどく怒る・発狂」の意味）」と誤植。

フジテレビ「あんなアホいない」誤植
2019年7月18日に発生した京都アニメーション放火殺人事件についての報道で、8月4日のフジテレビのニュース番組「Live News it!」が犠牲者の1人であり「らき☆すた」などを監督した武本康弘について、同級生の男性に取材した様子を放送。男性は「あんな天才いませんよ」と話していたが、「あんなアホいない」と誤ったスーパーを表示した。フジテレビは同日の番組内で訂正し、謝罪した。番組制作スタッフが「あんな天才いない」と手書きしたメモを別のスタッフに渡してスーパーの作成を依頼したが、文字が乱雑だったため、「天才」を「アホ」と読み間違えたという。放送直後に気づき、番組のローカル枠で謝罪したほか、夜の全国放送のニュース番組でも改めて謝罪した。フジテレビ企業広報室は「武本監督の名誉を傷つける誤りで、ご遺族のみなさま、取材に応じてくださった同級生の方をはじめ関係者のみなさまに、多大なご迷惑をおかけしたことを深くおわび申し上げます」とコメントした。

### アニメ・台本の誤植
厳密にいえば「誤読」とするのが適切かもしれないが、アニメや台本の制作時に発生した誤植により、声優が知らないまま読み上げてしまったため、制作サイドの意図しない結果を招いた例もある。
『ひょっこりひょうたん島』の誤読
1964年に放送された人形劇『ひょっこりひょうたん島』の登場人物、ドン・ガバチョの笑い声は本来「ハッハッハ」だったところが、声優の藤村有弘が台本の誤植と知らずに「ハタハッハ」と読んでしまい、そのまま笑い声として定着するようになった。

### 広告の誤植
広告においては特に商品やサービスの価格などの数値を誤植した場合にトラブルの元となりやすい（特に「誤植の価格」が「本来の店頭小売価格」より少ないとクレームの原因にもなる）。一方で「Supraスコーン」のように、このネタを逆手に取ってコラボ企画に発展するケースもある。
「Supraスコーン」
2019年5月、湖池屋は自社のスナック菓子であるスコーンの派生商品「Superスコーン」に関するツイートを行ったところ、誤って「Super」を「Supra」と表記してしまった。するとトヨタ自動車（TOYOTA GAZOO Racing）が「すみません、同名のクルマを発売中なもので」と反応してしまい、これを機にコラボ企画が実現した。この企画で作られた「Superスコーン がっつきバーベキュー」の特装版である「Supraスコーン 爆速BBQ 3L直列6気筒ターボ」は各種イベントの販促品として活用されている。

「#EじゃなくてもAじゃないか」
サッポロビールとファミリーマートは2021年1月12日発売予定だった共同開発ビール「開拓使麦酒仕立て」について、デザインの中にある「LAGER」を「LAGAR」と誤植してしまったことを理由に発売を中止した。ところがこの件に関し食品ロス低減の観点から本商品の行く末を懸念する声が上がった。本件に関しては販売しても関連法令上問題ないことも確認され、販売中止撤回を求める署名運動が行われたりTwitter上でも「#EじゃなくてもAじゃないか」（「ええじゃないか」と引っかけたダジャレ）というハッシュタグで話題にもなった。これを受けてサッポロとファミマは検討の結果、同商品の発売中止について前言撤回し、2021年2月2日に発売することにした。

### 外国人による日本語の誤植
輸入商品、特に説明書の印刷を中国など外国の業者に業務委託した際には、誤植が少なからず見られる。また、台湾（中華民国）では日本人観光客向けの店舗・商品や日本製の商品に限らず、日本語の使用例が多く見られるが、同様に誤植が少なくない。
これは外国語の壁そのものもさることながら、日本語で使用される文字には「き・さ・ち」「ぬ・め」「い・り」「ソ・ン・シ・ツ」「う・ラ」「し・レ」のように形が似た文字が多く、加えて「ー（長音符）・一（漢数字の“1”）」、「ニ（カタカナの“に”）・二（漢数字の“2”）」のように形の区別が困難な文字が存在すること、さらに「漢字カナ（かな）交じり文」という3種類、そこにアルファベットまで入れると、4種類の系統の文字を混在させて使用するといった日本語の記述面での特異性も影響している。

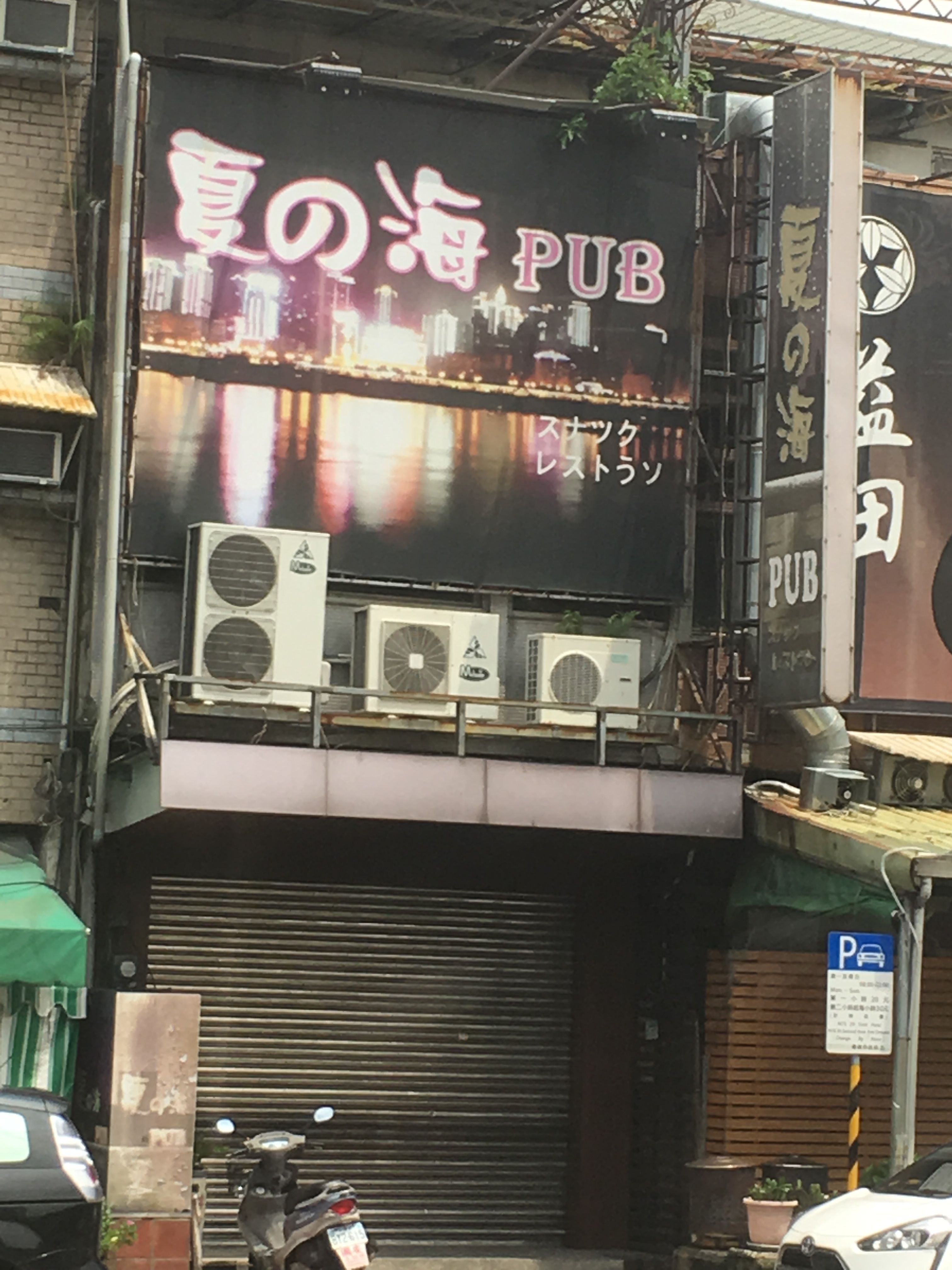
店舗での日本語の誤植例。「スナックレストラン」となるべきところを「スナツクレストうソ」と誤植されている。
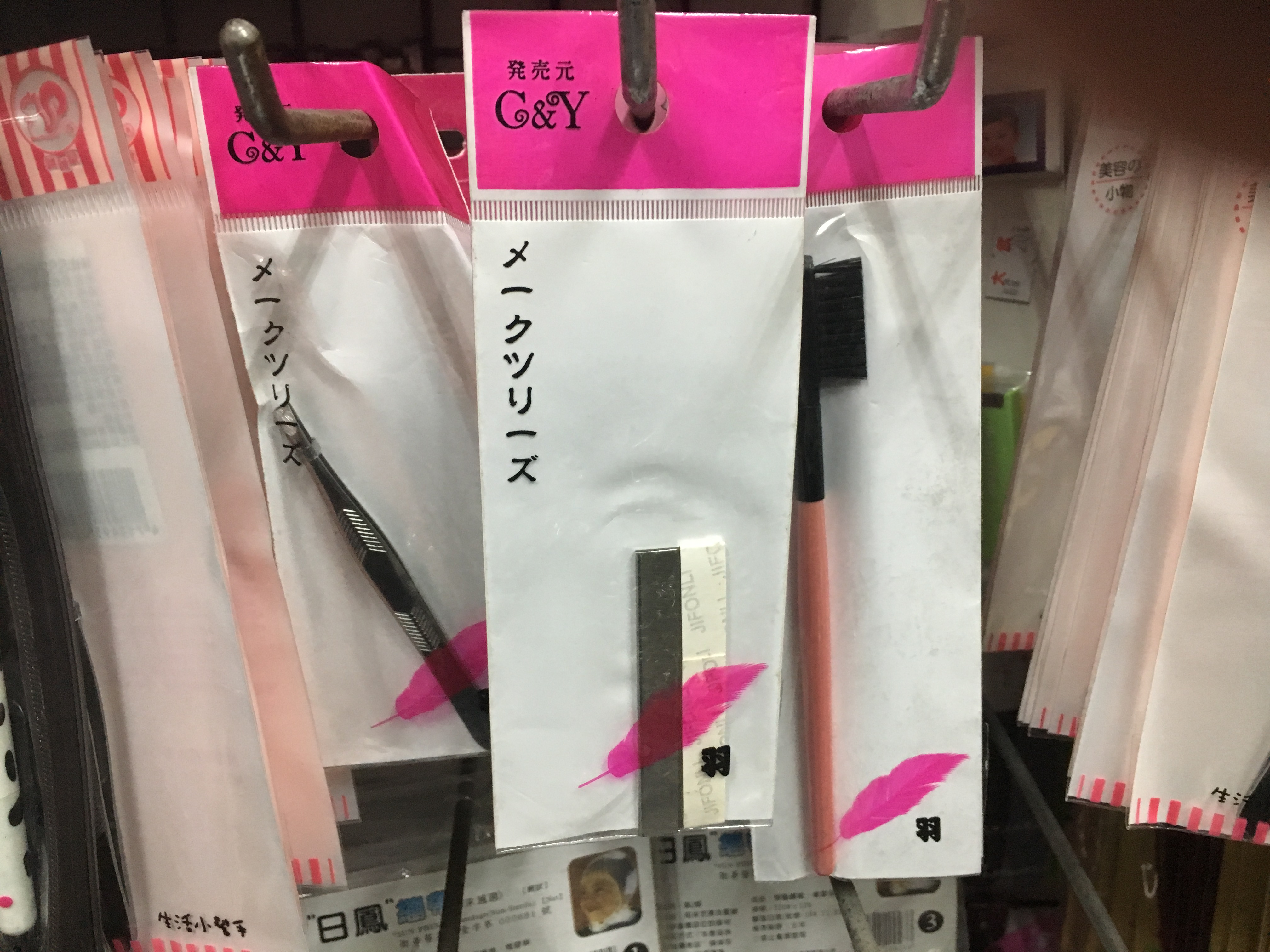
「メークシリーズ」と表記すべきところを「メークツリーズ」と誤植され、加えて縦組みの音引き記号を、ハイフンを使ったためにヨコイチになっている。

## 定着した誤植
誤植が正規の表現に替わって定着する場合もある。
- 1968年『月刊漫画ガロ』（青林堂）に掲載されたつげ義春の漫画『ねじ式』では、主人公の少年が海である種のクラゲに腕を噛まれ、血管が露出するシーンがある。原稿では「××クラゲ」という伏字表現になっていたが、編集者も写植屋も「メメクラゲ」と誤読したためにそのまま「メメクラゲ」と印刷された。原稿を読んだ青林堂の編集者高野慎三は、この奇怪な作品に「メメクラゲ」という名称の生物はごく自然と思い込み、特に確認することなく写植へと回し、翌日打ち上がった写植もメメクラゲとなっていた。このとき同僚の一人も「メメクラゲとは実に異様ですね」と言い、高野も「さすがつげさんだね」と応じた。後日、つげは高野に対し「メメクラゲのほうが作品に合っているような気がするね」と言ったという[42][注 2]。
- ゴキブリは、かつては「御器齧り（ゴキカブリ）」などと呼ばれていた。しかし、1884年（明治17年）に岩川友太郎が著した日本初の生物学用語集『生物學語彙』では、最初の記述には「ゴキカブリ」とルビが振られていたものの、2か所目には「ゴキブリ」と書かれ、1文字抜けていた。この本は初版しか発行されず、間違いを訂正することができなかった。その後、1889年（明治22年）に作られた『中等教育動物学教科書』にも「ゴキブリ」と記述されてしまい、この間違いは以降の教科書や図鑑にも引き継がれ、すべての文献に「ゴキブリ」と書かれ、和名として定着した。なお『東京朝日新聞』では、1927年（昭和2年）の記事[44][注 3]を最後に「ゴキカブリ」の表記は使われなくなっている[45]。
- 長野県の県歌「信濃の国」の5番で、仁科五郎盛信が仁科五郎信盛と歌われているが、歌詞を訂正しないまま長野県の歌としてそのまま歌い継がれている。ただし、仁科盛信は晩年に「信盛」と改名していた可能性が指摘されている[46]。
- 寺田寅彦の俳句「粟一粒秋三界を蔵しけり」は、岩波書店の寺田寅彦全集で「栗一粒秋三界を蔵しけり」（アワ→クリ）と誤植されたが、こちらの誤植バージョンが有名で、「栗の句」の代表作として知られている[47]。
- 文学青年だった小林剛己は、デビュー時に「四方田丈彦」の筆名を用いるつもりだったが、出版社に「四方田犬彦」と誤植され、そのまま筆名にした。
- 漫画家志望だった青年、矢野も、デビュー時に「矢野建太郎」の筆名を用いるつもりだったが、出版社に「矢野健太郎」と誤植され、そのまま筆名にした。
- 映画『バック・トゥ・ザ・フューチャー』においてデロリアンが必要とした電力「1.21 jigowatt（ジゴワット）」は、共同脚本家のボブ・ゲイルのミスによって生まれた架空の単位であり[48]、本来「1.21 gigawatt（ギガワット、GW）」とするべきであったものである。公開当時の1980年代はともかく、2020年代ではデータ容量をはじめとして「ギガ」と言うSI接頭語が一般に使われていることもあり、本映画独自の用語として定着している。
- シャーロック・ホームズの特技である「バリツ (baritsu) 」は長らく謎であった。これは『ロンドン・タイムズ』が「バーティツ (Bartitsu)」 を報じる記事の誤植を作者のコナン・ドイルが用いたもので、正しいバーティツはその後廃れたため誤植側だけが有名になったものである。

## 誤植を題材とした小説
- 『一本の鉛』 - 佐野洋の推理小説。誤植が題材となっている。「一本の鉛」は活字の意味である。ISBN 4-04-131201-9。